# Мордовський округ
Мордовський округ — адміністративно-територіальна одиниця РСФСР у складі Середньоволзької області, що існувала 1928–1930 роках.
Адміністративний центр — Саранськ.

## Історія
Округ утворений комуністичним режимом СССР з районів компактного проживання ерзян та мокшан у складі Середньоволзької області РСФСР 16 липня 1928 року. До нього увійшли території скасованих Саранського, Рузаєвського, Краснослободського та Бєднодемьяновського повітів Пензенської губернії і Ардатовського повіту Симбірської губернії. З 20 жовтня 1929 року у складі Середньоволзького краю.
10 січня 1930 округ перетворено на Мордовську автономну область, а МАО, своєю чергою, 20 грудня 1934 перетворено на Мордовську Автономну Совєцьку Соціалістичну Республіку (МАССР).

## Адміністративний поділ
В адміністративному відношенні округ ділився на 23 райони:
| - Ардатовський, - Атяшевський, - Ачадовський, - Бєднодемьяновський, - Дубенський, - Єльніковський, - Зубово-Полянський, - Інсарський, - Ковилкінський, - Козловський, | - Кочкуровський, - Краснослободський, - Наровчатський, - Ромодановський, - Рузаєвський, - Рибкинський, - Саранський, - Старошайговський, - Тализинський, - Темниковський, | - Теньгушевський, - Торбеєвський, - Чамзинський. |

## Ресурси Інтернету
- О Республике Мордовии [Архівовано 11 лютого 2017 у Wayback Machine.]
- 80 лет со дня образования Мордовского округа